# Strepsitaurus milyeringus
Strepsitaurus milyeringus är en snäckart som beskrevs av Alan Solem 1997. Strepsitaurus milyeringus ingår i släktet Strepsitaurus och familjen Camaenidae. Inga underarter finns listade i Catalogue of Life.